# Vorarlberger Krankenhaus-Betriebsgesellschaft
Die Vorarlberger Krankenhaus-Betriebsgesellschaft m.b.H. (KHBG) ist die Betreibergesellschaft aller Landeskrankenhäuser im österreichischen Bundesland Vorarlberg. Die Krankenhaus-Betriebsgesellschaft ist ein Unternehmen im hundertprozentigen Eigentum des Lands Vorarlberg und betreibt für dieses neben den fünf öffentlichen Landeskrankenhäusern auch das Sanatorium Mehrerau sowie zwei Krankenpflegeschulen. Ihren Sitz hat die KHBG am Standort des größten Landeskrankenhauses in der Stadt Feldkirch.
Das Land Vorarlberg entschied sich im Jahr 1979 als erstes österreichisches Bundesland dazu, seine öffentlichen Krankenanstalten in einer privatrechtlichen Gesellschaft auszulagern, an der das Land weiterhin als Alleingesellschafter beteiligt sein sollte. Dieses Konzept fand in den Folgejahren in allen anderen Bundesländern Nachfolger. Heute beschäftigt die Vorarlberger Krankenhaus-Betriebsgesellschaft etwa 3.300 Mitarbeiter und versorgt jährlich rund 210.000 Patienten.

## Standorte

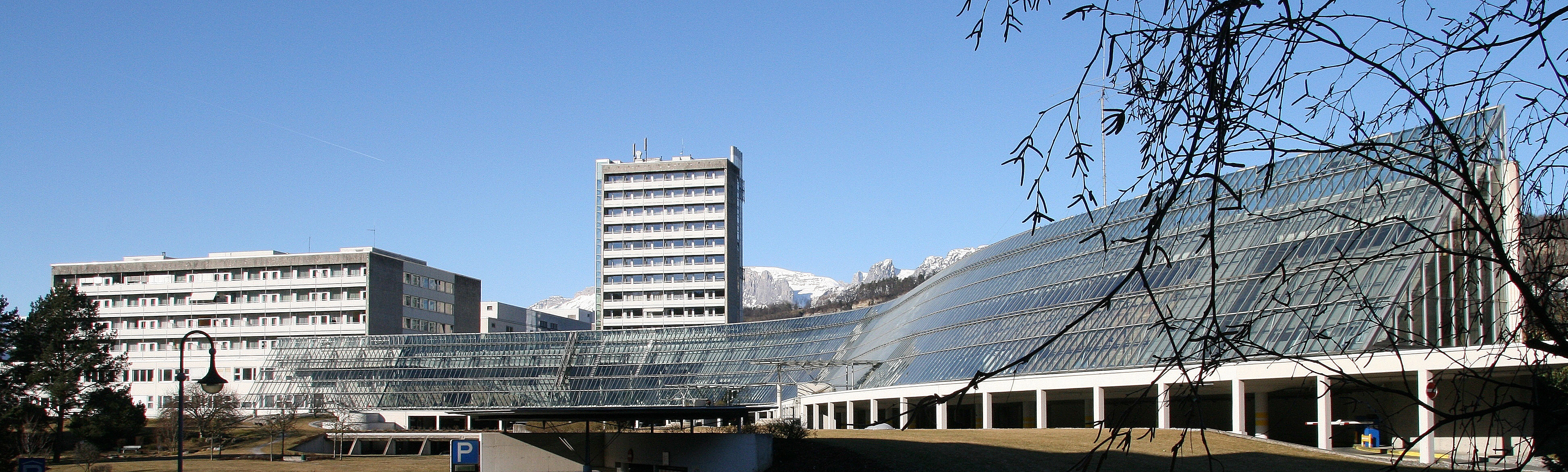
Das Landeskrankenhaus Feldkirch

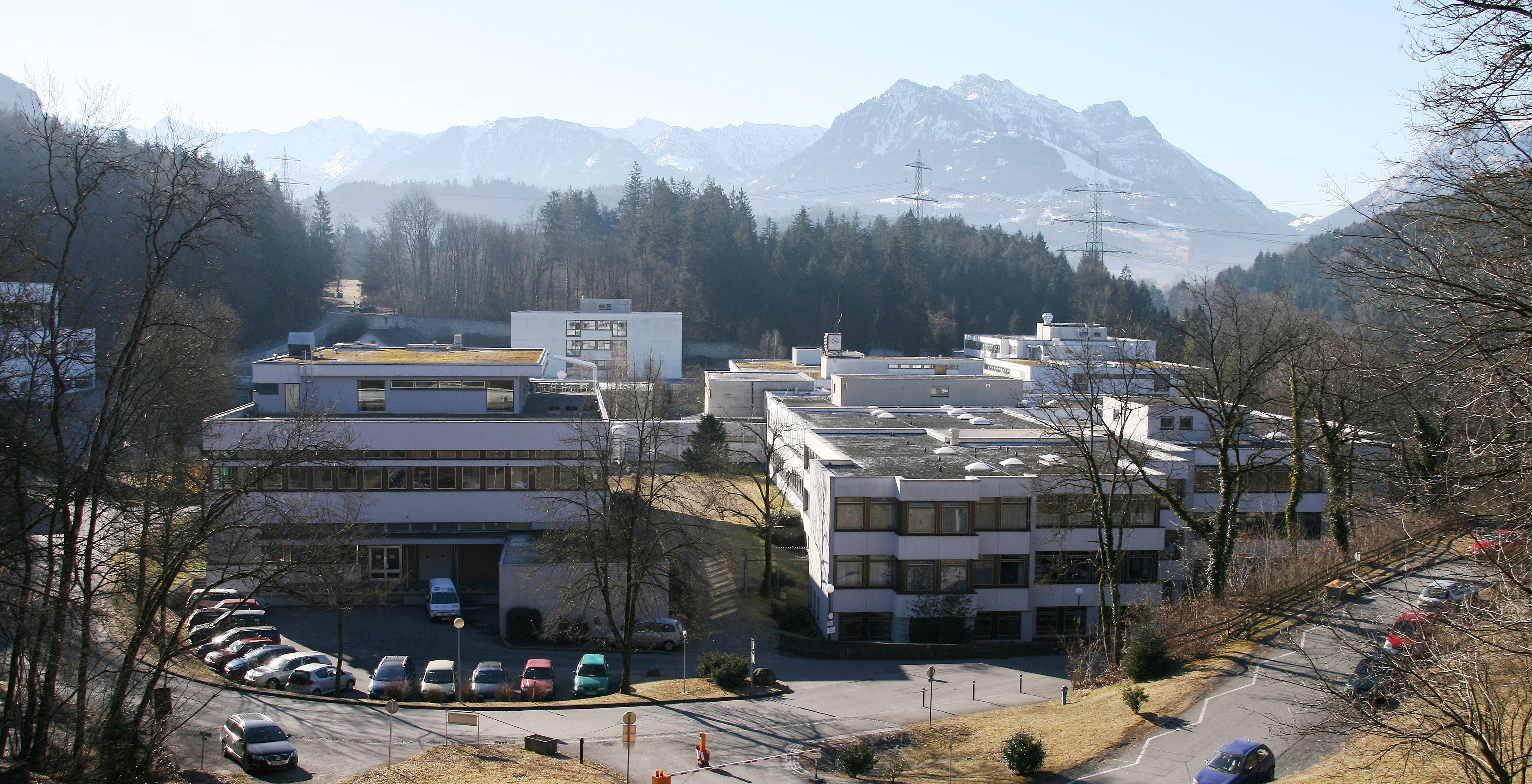
Das Landeskrankenhaus Rankweil

Die Vorarlberger Krankenhaus-Betriebsgesellschaft betreibt fünf Landeskrankenhäuser:
- Landeskrankenhaus Bludenz
- Landeskrankenhaus Bregenz
- Landeskrankenhaus Feldkirch
- Landeskrankenhaus Hohenems
- Landeskrankenhaus Rankweil

Das Landeskrankenhaus Rankweil wird dabei gemeinsam mit dem Landeskrankenhaus Feldkirch als Schwerpunktkrankenhaus für Psychiatrie und Neurologie geführt. Alle anderen Landeskrankenhäuser werden als sogenannte Standardkrankenanstalten geführt. Außerdem unterhält die KHBG an den Standorten Feldkirch und Rankweil eigene Krankenpflegeschulen. Zusätzlich führt die Krankenhaus-Betriebsgesellschaft auch den Krankenhausbetrieb im Belegkrankenhaus Sanatorium Mehrerau.